# Australomochlonyx nitidus
Australomochlonyx nitidus är en tvåvingeart som beskrevs av Freeman 1962. Australomochlonyx nitidus ingår i släktet Australomochlonyx och familjen tofsmyggor. Inga underarter finns listade i Catalogue of Life.